# Araneus seminiger
Araneus seminiger (L. Koch, 1878) è un ragno appartenente alla famiglia Araneidae.

## Distribuzione
La specie è stata rinvenuta in alcune località della Corea e del Giappone.

## Tassonomia
Non sono stati esaminati esemplari di questa specie dal 2009
Attualmente, a dicembre 2013, non sono note sottospecie